# Atletica leggera ai Giochi della XXIII Olimpiade - 110 metri ostacoli

Video della Finale

I 110 metri ostacoli hanno fatto parte del programma maschile di atletica leggera ai Giochi della XXIII Olimpiade. La competizione si è svolta nei giorni 5-6 agosto 1984 al «Memorial Coliseum» di Los Angeles.

## Presenze ed assenze dei campioni in carica
| Competizione      | Atleta         | Prestazione | Los Angeles 1984     |
| ----------------- | -------------- | ----------- | -------------------- |
| Olimpiadi 1980    | Thomas Munkelt | 13”39       | Germania Est assente |
| Commonwealth 1982 | Mark McKoy     | 13”37       | Presente             |
| Europei 1982      | Thomas Munkelt | 13”41       | Germania Est assente |
| Panamericani 1983 | Roger Kingdom  | 13”44       | Presente             |
| Mondiali 1983     | Greg Foster    | 13”42       | Presente             |

1. ↑  Per il boicottaggio.

## La gara
Il favorito è il campione del mondo Greg Foster. In batteria Foster eguaglia il record olimpico con 13"24: è in gran forma. Nelle semifinali si svolge il duello a distanza con il connazionale Roger Kingdom: nella prima Kingdom eguaglia il record appena stabilito. Nella seconda Foster prova a riprendersi il record ma anch'egli ferma i cronometri sullo 13"24! Ciascuno dei due rivali ha la finale a disposizione per tornare ad essere titolare unico del record.

In finale Tony Campbell compie una falsa partenza. Al secondo via Foster e Kingdom partono bene e valicano gli ostacoli praticamente insieme. Dopo l'ultima barriera Foster piega in avanti il busto per arrivare sul traguardo con il petto infuori. Ma ha fatto male i suoi calcoli: Kingdom arriva più in spinta e vince per tre centesimi.

## Risultati

### Turni eliminatori
| 4 Batterie   | 5 agosto | 24 partenti   | Si qualificano i primi 4. |
| 2 Semifinali | 6 agosto | 8 + 8         | Si qualificano i primi 4. |
| Finale       | 6 agosto | 8 concorrenti |                           |

### Finale
| Pos | Paese       | Atleta        | Tempo |
| --- | ----------- | ------------- | ----- |
|     | Stati Uniti | Roger Kingdom | 13”20 |
|     | Stati Uniti | Greg Foster   | 13”23 |
|     | Finlandia   | Arto Bryggare | 13”40 |